# Максымхан, Шынболат Ергазыулы
Шынболат Ергазыулы Максымхан (каз. Шынболат Ерғазыұлы Мақсымхан; 8 февраля 1993, Арыс, Казахстан) — казахстанский футболист, полузащитник казахстанского клуба «Арыс».

## Карьера
Футбольную карьеру начал в 2011 году в составе клуба «Тарлан» в первой лиге. С начала 2019 года играл за «Туран». 13 марта 2021 года в матче против клуба «Астана» дебютировал в казахстанской Премьер-лиге. 23 мая 2021 года в матче против клуба «Актобе» (2:0) забил свой дебютный мяч в казахстанской Премьер-лиге.

## Достижения
«Арыс»
- Серебряный призёр Второй лиги Казахстана: 2019
- Серебряный призёр Первой лиги Казахстана: 2020

## Клубная статистика
| Игровая карьера | Игровая карьера | Игровая карьера | Лига | Лига | Кубок | Кубок | Межд. | Межд. | Др. | Др. |
| --------------- | --------------- | --------------- | ---- | ---- | ----- | ----- | ----- | ----- | --- | --- |
| 2011            | Тарлан          | Б               | 3    | 0    | —     | —     | —     | —     | —   | —   |
| 2012            | Кыран           | Б               | 14   | 1    | —     | —     | —     | —     | —   | —   |
| 2013            | Кыран           | Б               | 22   | 1    | 2     | 0     | —     | —     | —   | —   |
| 2014            | Кыран           | Б               | —    | —    | 2     | 0     | —     | —     | —   | —   |
| 2019            | Арыс            | В               | 27   | 5    | —     | —     | —     | —     | —   | —   |
| 2020            | Арыс            | Б               | 11   | 2    | —     | —     | —     | —     | —   | —   |
| 2021            | Туран           | А               | 14   | 1    | 5     | 0     | —     | —     | —   | —   |
| 2022            | Арыс            | В               | 19   | 4    | 1     | 0     | —     | —     | —   | —   |
| 2023            | Арыс            | Б               | 12   | 3    | 3     | 0     | —     | —     | —   | —   |